# Лейтън Мийстър
Лейтън Мариса Мийстър (на английски: Leighton Marissa Meester) е американска актриса и певица. Известна е с ролята си на Блеър Уолдорф в американския сериал „Клюкарката“ (Gossip Girl) и ролята си на Мег в „Монте Карло“.
Мийстър прави своя дебют през 1999 г. в сериала „Закон и ред“ в ролята на Алис Търнър. Има малки роли в „Седмото небе“, „Антураж“, „24“, „От местопрестъплението: Маями“, „Вероника Марс“ и други.
През 2009 г. Лейтън Мийстър е класирана на 12-о място в топ листата на списание MAXIM.

## Личен живот
На 15 февруари 2014 г. се жени за актьора Адам Броуди. На 4 август същата година се ражда дъщеря им, която кръщават Арло Дей Броуди.

## Избрана филмография
| Година | Филм                     | Оригинално заглавие | Роля              | Режисьор       |
| ------ | ------------------------ | ------------------- | ----------------- | -------------- |
| 1999   | Закон и ред              | Law & Order         | Алис Търнър       |                |
| 2003   | Проклятието на обсебения | Hangman's Curse     | Елиша Спрингфийлд | Рафал Зелински |
| 2010   | Луда нощ                 | Date Nigh           |                   | Шон Леви       |
| 2010   | Любов от разстояние      | Going the Distance  |                   | Нанет Бърщайн  |
| 2011   | Монте Карло              | Monte Carlo         | Мег Кели          | Томас Безуча   |
| 2012   | Браво, момчето ми!       | That's My Boy       | Джеми             | Шон Андерс     |
| 2014   | Съдията                  | The Judge           | Карла             | Дейвид Добкин  |